# Jeaggejárluobbalat
Jeaggejárluobbalat eller Jeäggejavrluobbalak är en sjö i kommunen Enare i landskapet Lappland i Finland. Sjön ligger 211 meter över havet. Arean är 72 hektar och strandlinjen är 4,41 kilometer lång. Sjön  ingår i Pasvik älvs huvudavrinningsområde.   Den ligger omkring 330 kilometer norr om Rovaniemi och omkring 1000 kilometer norr om Helsingfors. 
Jeaggejárluobbalat ligger sydöst om Pautujärvi. 